# NGC 1268
NGC 1268 este o galaxie spirală situată în constelația Perseu. A fost descoperită în 14 februarie 1863 de către Heinrich Louis d'Arrest. Se află la o distanță de 44,92 de megaparseci de Pământ.